# Rio Lonqueador
O rio Lonqueador é um curso de água que banha o município de Francisco Beltrão no estado do Paraná e desagua no rio Marrecas.